# Jean-Christophe de Freyberg
Jean-Christophe de Freyberg, également: de Freyberg-Eisenberg, de Freyberg et Eisenberg, de Freyberg-Allmendingen, (né le 28 septembre 1616 à Altheim et mort le 1er avril 1690 à Dillingen an der Donau), est prince-prévôt de la prévôté princière d'Ellwangen et prince-évêque d' Augsbourg. 

## Biographie

### Jeunesse et éducation
Ses parents sont Gaspard de Freyberg zu Altheim et Worndorf et Anne-Regina de Rechberg . À l'âge de dix ans, le 22 octobre 1626, il est inscrit à l'Université de Dillingen. À partir de 1635, il étudie à l' Université d'Ingolstadt. En 1642, il est ordonné prêtre pour le diocèse d'Augsbourg. 

### Chanoine et Prince-prévôt
En 1630, il reçoit un canonicat à Augsbourg. La même année, il devient chanoine de la prévôté princière d'Ellwangen pour Jean-Adam Truchsess de Höfingen, qui démissionne en octobre 1629 où il s'élève au cercle des douze capitulaires le 23 octobre 1638. Auparavant chevalier de l'Empire, il se fait appeler baron de l'Empire à partir de 1644. En 1646, il est président de la cour du gouvernement de l’évêché de Dillingen. De 1641 à 1655, il est écolâtre de la prévôté princière d'Ellwangen puis doyen de la cathédrale d'Augsbourg, et à partir de 1660 prévôt de la cathérale . Pour sa famille, il achète Justingen. 
Du 11 mai 1660 jusqu'à sa démission le 13 avril 1674, il est prince prévôt d'Ellwangen. Sous son mandat, l'intérieur de la collégiale Saint-Guy est réaménagée dans le style baroque précoce de 1661 à 1662. 

### Prince-évêque
À partir de 1661, il est administrateur de la principauté épiscopale, puis du 18 août 1665 jusqu'à sa mort en 1690, il est prince-évêque d'Augsbourg; l'ordination épiscopale a lieu le 17 avril 1667 réalisée par Kaspar Zeiler, évêque auxiliaire à Augsbourg, les co-consécrateurs sont Sebastian Denick, évêque auxiliaire à Ratisbonne, et Georg Sigismund Müller, évêque auxiliaire à Constance. Il met en œuvre les réformes de l'Église dans le sens du Concile de Trente. Il contribue également à la fondation de l'Institut d'Augsbourg de la Congrégation de Jésus en 1680. 
De 1680 à 1690, il fait aménager les intérieurs du château fort de Füssen en style baroque. Le 16 juin 1682, il pose la première pierre de l'église de pèlerinage de Schönenberg. En 1687, il commande la construction de la chapelle du palais de l'évangéliste Saint-Jean dans l'aile nord du palais de Dillingen en style baroque; il y a ses armoiries sur le mur sud. En 1688/89, un bâtiment universitaire est construit sous ses ordres à Dillingen. Son tombeau se trouve dans la chapelle Wolfgang de la cathédrale d'Augsbourg, de style baroque. 